# Barokomora
Barokomora je složeni medicinski uređaj koji osigurava ljudima boravak u sredini povišenog ili sniženog tlaka u odnosu na normalni atmosferski tlak od 1 bara. Njihovom primjenom ostvaruje se niz fizioloških promjena u organizmu, koje izaziva povećana ili snižena vrijednost parcijalnog tlaka kisika u udahnutom zraku. 
Barokomore se koriste u institutima, specijalnim zavodima, bolnicama i specijaliziranim liječničkim ordinacijama u gotovo svim razvijenim zemljama svijeta za medicinska istraživanja, selekciju i trenažu ljudstva za specijalne dužnosti (piloti, astronauti, padobranci, ronioci, kesonski radnici) i liječenje bolesnika. Danas u svijetu postoji preko 20.000 barokomora različite namjene.

## Vrste barokomora

### Hipobarična barokomora
Hipobarična barokomora je uređaj koji osigurava ljudima boravak u sredini sniženog tlaka u odnosu na normalni atmosferski tlak od 1 bara. Kako je to fiziološki jednako boravku u sredini razrijeđenog zraka, hipobarična barokomora je zapravo "simulator letenja", jer s porastom visine u njoj se uz pomoć snažnih vakuumskih pumpi snižava barometarski pritisak koji ima posljedicu razrjeđenje zraka i pad parcijalnog tlaka kisika u udahnutom zraku.
Namjena hipobaričnih barokomora:
- znanstvenoistraživački rad na području zrakoplovne fiziologije, zrakoplovne i svemirske medicine,
- selekcija (izbor) pilota, astronauta, padobranaca, vojnika i planinara,
- trenaža pilota, astronauta, padobranaca i planinara za boravak na visini,
- provjera ispravnosti visinske opreme i uređaja u zrakoplovstvu i svemirskim istraživanjima,
- liječenje bolesnika primjenom sniženog parcijalnog tlaka kisika.

### Hiperbarična barokomora
Hiperbarična komora je uređaj koji osigurava ljudima boravak u sredini povišenog tlaka u odnosu na normalni atmosferski tlak od 1 bara. S "porastom dubine" uz pomoć kompresora zraka i 100-postotnog kisika iz boca s kisikom pod tlakom, u njoj raste barometarski pritisak, a to je fiziološki jednako ronjenju ispod površine mora. Hiperbarična barokomora je zapravo "simulator ronjenja", samo što umjesto vode njenu unutrašnjost ispunjava plin (100-postotni kisik).
Namjena hiprebaričnih barokomora;
- znanstvenoistraživački rad u oblasti pomorske medicine,
- selekcija (izbor) ronilaca i kesonskih radnika,
- trenaža ronilaca i kesonskih radnika za boravak ispod površine vode,
- provjera ispravnosti ronilačke opreme i uređaja,
- liječenje ronilaca i kesonskih radnika od posljedica dekompresivne bolesti,
- liječenje bolesnika primjenom hiperbarične oksigenacije (HBO).

Podjela hiperbaričnih barokomora;
Osnovna podjela hiperbaričnih komora zasnovana je na broju osoba koje se mogu podvrgnuti liječenju u njima, ali i na čitavom nizu razlika između pojedinih komora zasnovanom na tehničkim principima, ali i na specifičnostima vezanim za režim rada i ponašanja bolesnika koji se liječe u njima;
- Jednomjesne hiperbarične barokomore namijenjene su za liječenje jedne osobe u ležećem, poluležećem ili sjedećem položaju. Sastoje se od tijela komore u kojoj se bolesnik izlaže HBO i prateće opreme (kiseoničke instalacije, komandnog pulta, monitoringa za praćenje vitalnih parametara bolesnika i fizičkih parametara u komori i barosali). Unutrašnju sredinu komore čini 100-postotni kisik pod povišenim pritiskom u kojem se bolesnik "kupa" i istodobno ga udiše. Tijekom liječenja u ovim komorama liječnik je izvan komore, a s bolesnikom kontaktira vizualno i preko interfona. Za razliku od višemesnih komora ovdje je liječnik posvećen i vodi brigu samo o jednom bolesniku, a tlak kisika i drugi parametri podešavaju se samo njemu.

- Višemjesne hiperbarične barokomore namijenjene su za liječenje dvije ili više osoba u ležećem, poluležećem ili sjedećem položaju. Sastoje se iz jednog, dva ili tri odjeljka koji služe za HBOT, ulazak osoblja, hitne intervencije i dostavljanje lijekova i drugog materijala u toku terapije. Unutrašnju sredinu ovih komora ispunjava zrak pod pritiskom, dok pacijent preko maske za lice, oronazalnog tubusa ili specijalnog skafandera udiše 100-postotni kisik na povišenom tlaku. U tijekom liječenja u ovim komorama obavezna je prisutnost liječnika ili medicinskog tehničara (u svojstvu pratioca).

- Hibridne hiperbarične barokomore su jednomjesne komore u kojima bolesnici dišu kisik na masku, a sredinu čini zrak pod pritiskom.

- Lake prijenosne hiperbarične komore su jednomjesne ili višemjesne komore i koriste se za liječenje u kućnim uvjetima, proizvedene su od lakih materijala (uglavnom gume i plastike) te se obično nazivaju "laka komora", a rade na nižem tlaku od tlaka na kome rade komore od čvrstog materijala. Ova komora koja je komercijalno dostupna u SAD-u radi na tlaku do maksimalno 4 PSI (1.27 ATA 8.92 FSU), a napaja se plinom iz koncentrata kisika (obično 95-postotni kisik) ili 100-postotni kisik kao plin za disanje i liječenje, iz prijenosnih boca pod pritiskom. Ukupna koncentracija kisika u ovim komorama ne smije prijeći 25%, jer veća koncentracija može povećati rizik od požara.

### Hipo i hiperbarična barokomora
Hipo i hiperbarična komora objedinjuje u jednom uređaju radne karakteristike hipo i hiperbaričnih komora i osigurava ljudima boravak u sredini 100-postotnog kisika na povišenom pritisku (od + 0-3 bara), ili u sredini snižene koncentracije kisika od 10-21% i sniženog tlaka (do - 0,5 bara), prema potrebi. Ovaj oblik komora uglavnom se koristi za liječenje raznih bolesti.